# Nieuwe Polder
Het waterschap De Nieuwe Polder was een waterschap in de gemeente Zoetermeer, in de Nederlandse provincie Zuid-Holland.
De gelijknamige polder maakte deel uit van een groter geheel, bestaande uit de generale bepoldering onder Zoetermeer, De Leyens, De Vier Bonnen, Langeland, De Buitenweg en de Grote Polder onder Stompwijk en Wilsveen. 
In 1775 werd dit geheel gesplitst in de Drooggemaakte Grote Polder en de Zoetermeersche of Nieuw Drooggemaakte Polder. Deze laatste werd op 28 januari 1965 hernoemd in De Nieuwe Polder.
Het waterschap was verantwoordelijk voor de vervening, drooglegging (voltooid in 1771) en later de waterhuishouding in de polder.
De polder werd in de 20e eeuw grotendeels bebouwd met wijken van groeikern Zoetermeer: het stadscentrum en de buurten De Leyens en Buytenwegh. Het uiterste westen van de polder werd minder intensief bebouwd; hier ontstond o.m. het Buytenpark, een heuvelachtig park van 100 ha dat is aangelegd op een grote vuilstort. Het uiterste noorden van de polder werd evenmin bebouwd: het werd afgegraven. Hier ligt nu de Zoetermeerse Plas. 